# Anomaler Monismus
Anomaler Monismus ist eine Position der Philosophie des Geistes, die von Donald Davidson (1917 bis 2003) entwickelt worden ist. Sie behauptet zum einen, dass jedes einzelne mentale Ereignis mit einem einzelnen physischen Ereignis identisch ist. Zum anderen erklärt der anomale Monismus, dass Typen mentaler Ereignisse nicht mit Typen physischer Ereignisse identisch sind. Ein einzelnes Schmerzereignis s mag also mit einem physischen Ereignis p identisch sein. Dem Ereignistyp „Schmerz“, zu dem s gehört, entspricht jedoch kein allgemeiner Typ von physischen Zuständen.

## Der philosophiehistorische Kontext

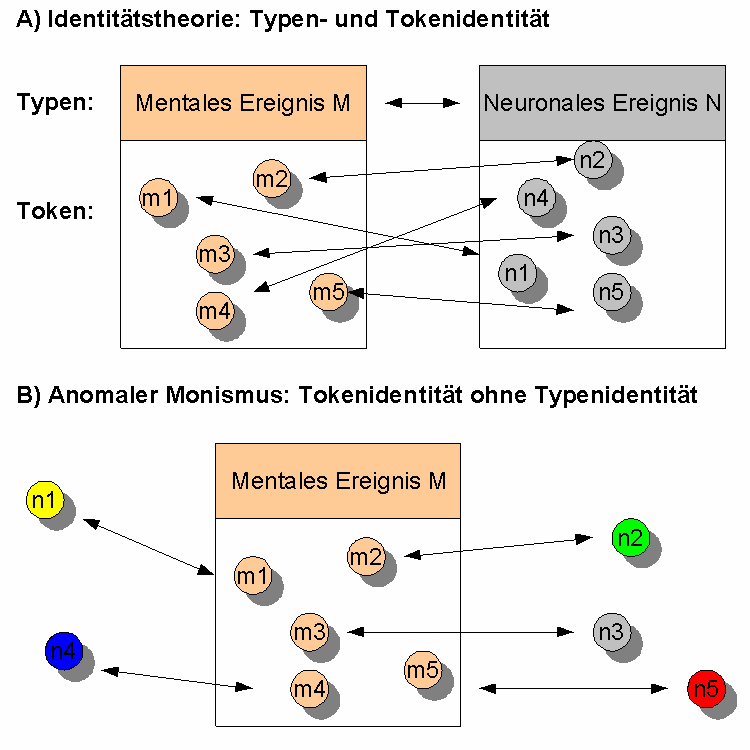
Klassische Identitätstheorie und anomaler Monismus im Vergleich, die Pfeile beschreiben Identität. Bei der Identitätstheorie gehören mentale und neuronale Token je einem Type an, die Types sind ebenfalls identisch. Beim anomalen Monismus sind die mentalen Ereignisse eines Types mit neuronalen Ereignissen verschiedener Typen identisch.

Der anomale Monismus ist eine Position, die eine Antwort auf das Leib-Seele-Problem zu geben versucht, also auf die Frage nach der Natur von mentalen Zuständen oder Ereignissen. Eine der klassischen Positionen zu dieser Frage ist die Identitätstheorie. Ihr zufolge sind mentale Ereignisse nichts anderes als neuronale Ereignisse. Dabei ist mit „Ereignis“ ein Ereignistype und nicht nur ein Ereignistoken gemeint. Die Unterscheidung von Token und Type ist leicht zu verstehen: Ein Token ist ein einzelnes Vorkommnis, während gleiche Token einen Type bilden. Die Ziffernreihe 100101 enthält daher 6 Zifferntoken aber nur 2 Zifferntypen. Da die klassische Identitätstheorie von einer Typenidentität ausgeht, behauptet sie, dass eine Person immer dann, wenn sie etwa im Zustand Schmerz ist, sich auch im gleichen neuronalen Zustand befindet. 
An der klassischen Identitätstheorie der 1950er Jahre ist schon früh Kritik geübt worden. Hilary Putnam argumentierte etwa 1967, dass die Identitätstheorie empirisch falsch sei, was er mit dem berühmt gewordenen Argument der multiplen Realisierung begründete. Als Reaktion auf die Probleme der Identitätstheorie wurden in den siebziger Jahren alternative Positionen entwickelt. Während Hilary Putnam, Jerry Fodor und andere den Funktionalismus formulierten, erarbeitete Donald Davidson den anomalen Monismus. Im Gegensatz zum Funktionalismus beruht Davidsons Ablehnung der Identitätstheorie jedoch weniger auf der multiplen Realisierung, als auf Annahmen über Rationalität.
Davidson will keinen Dualismus vertreten, obwohl er der Meinung ist, dass sich mentale Ereignistypen nicht auf neuronale Ereignistypen reduzieren lassen. Sein Lösungsvorschlag lautet wie folgt: Auch wenn die Typen nicht miteinander identisch sind, so ist doch jedes einzelne mentale Ereignis – jeder Token – mit einem physischen Ereignis identisch. Eine solche Position wird oft als ein nichtreduktiver Materialismus verstanden, auch wenn einige Kritiker wie Jaegwon Kim (Kim, 1996) bezweifeln, dass der anomale Monismus überhaupt eine materialistische Position sei.

## Das zentrale Argument für den anomalen Monismus
In seinem klassischen Aufsatz „Mental Events“ (Davidson, 1980) aus dem Jahre 1970 gelangt Donald Davidson zum anomalen Monismus über drei, scheinbar unverträgliche Annahmen:
1. Mentale Ereignisse interagieren kausal mit physischen Ereignissen, sie können einander verursachen.
2. Ereignisse, die einander verursachen, fallen unter ein striktes, d. h. ausnahmeloses, Naturgesetz.
3. Es gibt keine strikten Naturgesetze über mentale Ereignisse.

Diese drei Annahmen scheinen einander zu widersprechen, da 2 und 3 die Negation von 1 zu implizieren scheinen, 1 und 2 die Negation von 3, die Annahmen 1 und 3 wiederum die Negation von 2. Da Davidson jedoch alle drei Annahmen für wahr hält, versucht er eine Position zu entwickeln, die allen Annahmen gerecht wird. Dies ist nach seiner Meinung der anomale Monismus.
Der anomale Monismus interpretiert die Annahmen 1 und 3 wie folgt: 

1* Einzelne mentale Ereignisse (Token) interagieren kausal mit physischen Ereignissen, sie können einander verursachen. 

3* Es gibt keine strikten Naturgesetze über mentale Ereignistypen. 

Dabei gelte 1*, da jedes einzelne mentale Ereignis mit einem physischen Ereignis identisch sei, und als physisches Ereignis auch im Sinne der Annahme 2 unter ein striktes Naturgesetz falle. Diese Annahme macht auch den monistischen Teil von Davidsons Philosophie aus. Doch auch wenn jedes mentale Ereignis als physisches Ereignis unter ein striktes Naturgesetz fällt, gibt es keine generellen psychologischen oder psychophysischen Gesetze. Aufgrund dieser These nennt Davidson seine Philosophie „anomal“ – von „Nomos“, das Gesetz.
Davidsons zentrales Argument für den anomalen Monismus hat somit die Form eines Schlusses auf die beste Erklärung: Die Annahmen 1 – 3 sind wahr. Nur wenn der anomale Monismus wahr ist, lässt sich erklären, wie die Annahmen 1 – 3 wahr sein können. Also ist der Anomale Monismus wahr.

## Interaktion
Die erste Annahme von Davidsons zentralem Argument lautet, dass sich mentale und physische Ereignisse gegenseitig verursachen. Diese Annahme hat eine hohe intuitive Plausibilität, da dies den Vorstellungen des Alltags entspricht. Es scheint etwa selbstverständlich, dass Angst (mentales Ereignis) eine Flucht (physisches Ereignis) verursachen kann. Dennoch gibt es philosophische Positionen, die die Interaktion von mentalen und physischen Ereignissen bestreiten. So erklärt etwa der Epiphänomenalismus, dass mentale Ereignisse keine physischen Ereignisse verursachen können und der eliminative Materialismus bestreitet jede Interaktion, da er behauptet, dass es in Wirklichkeit keine mentalen Zustände gibt.
Wichtiger als diese Konflikte sind jedoch Zweifel, ob der anomale Monismus selbst der ersten Annahme gerecht werden kann. So wird gegen Davidson immer wieder eingewandt, dass seine Position selbst auf eine Form des Epiphänomenalismus hinauslaufe. Schließlich können mentale Ereignisse nur als physische Ereignisse Ursachen sein. Für mentale Ereignisse als mentale Ereignisse bleibe hingegen gar keine kausale Rolle übrig. Daher wird teilweise sogar argumentiert, dass gar nicht klar sei, ob im Rahmen des anomalen Monismus überhaupt eine Rolle für mentale Ereignisse übrig bleibe. Vielmehr könne man durch die nichtreduzierten aber kausal wirkungslosen mentalen Ereignistypen kürzen. In diesem Sinne laufe die Position Davidsons wider Willen auf eine Form des eliminativen Materialismus hinaus.

## Strikte Gesetze
Die zweite Annahme Davidsons besagte, dass Ereignisse, die einander verursachen, unter ein striktes Naturgesetz fallen. Erstaunlicherweise hat Davidson jahrzehntelang diese umstrittene Annahme vorausgesetzt, ohne explizit für sie zu argumentieren. Erst in dem Aufsatz Laws and Cause aus dem Jahre 1995 hat er versucht, diese Annahme zu begründen. Davidson argumentiert hier, dass strikte Gesetze eine begriffliche Konsequenz des Konzepts der Verursachung zwischen physischen Ereignissen sind. Es wird allerdings meistens bestritten, dass dies als eine Begründung der umstrittenen Annahme ausreicht. Insgesamt bleibt wohl anzuerkennen, dass Davidson die zweite Annahme eher als intuitiv begründet ansieht.
Dies ist erstaunlich, da es keineswegs klar scheint, dass Kausalität immer strikte Gesetze voraussetzt. So sind alltägliche Kausalsätze nicht immer strikt. Der Satz „Das Rauchen verursachte ihren Krebs“ setzt etwa nicht voraus, dass es ein striktes Gesetz gibt, das vom Rauchen zum Krebs führt. Davidsons Replik auf diesen Einwand lautet, dass es aber strikte physische Gesetze gebe, die vom Rauchen zum Lungenkrebs führten. Doch selbst auf der Ebene des grundlegenden, physischen Geschehens bleibt die Frage nach strikten Gesetzen umstritten. So gibt es in der Wissenschaftstheorie eine Renaissance von indeterministischen Konzeptionen, wie sie etwa von Nancy Cartwright formuliert worden sind. Davidson hat auf diesen Einwand reagiert, indem er erklärt, dass strikte und deterministische Gesetze nicht gleichzusetzen sind (Davidson, 1980, S. 216). Dabei bleibt aber dann die Frage, ob Davidson eine angemessene Erklärung von „strikt“ finden kann, die die dritte Annahme – es gibt keine strikten Gesetze über Mentales – plausibel lässt.

## Die Anomalität des Mentalen
Die dritte Annahme von Davidsons zentralem Argument besagte, dass es keine strikten Naturgesetze über mentale Ereignisse gebe. Diese These der Anomalität des Mentalen hat umfassende philosophische Debatten ausgelöst. Davidsons These ist dabei nicht, dass es grundsätzlich keine psychischen oder psychophysischen Gesetze geben kann. Natürlich gibt es solche, etwa „Wenn jemand Durst hat, dann trinkt er etwas“ oder „Wenn sich jemand in den Finger schneidet, empfindet er Schmerzen“. Doch Davidson will darauf hinaus, dass solche Gesetze immer nur einen ceteris paribus Charakter hätten und niemals strikte Naturgesetze seien, wie etwa das Newtonsche Fallgesetz.
Die These der Anomalität des Mentalen setzt allerdings die Falschheit der Typenidentitätstheorie voraus. Sollte diese wahr sein, so gäbe es nämlich strikte psychophysische Gesetze der Form M genau dann, wenn N, wobei „M“ für einen mentalen Ereignistypen und „N“ für einen neuronalen Ereignistypen stehen würde. Davidsons Argumentation für die Anomalität des Mentalen läuft daher auf eine Kritik der klassischen (Typen-)Identitätstheorie hinaus. Es ist dabei nicht immer ganz klar, wie Davidsons Argumentation verläuft, was zu verschiedenen Interpretationen in der Literatur geführt hat. Unumstritten ist jedoch, dass Davidson dem Mentalen Eigenschaften zuspricht, die strikte psychophysische Gesetze tatsächlich unplausibel machen würden, und dass zwei der nach Davidson zentralen Eigenschaften die Rationalität und der Holismus des Mentalen sind.

### Das Rationalitätsargument
Davidsons Überlegungen zur Rationalität hängen eng mit seinen weitergehenden sprachphilosophischen und erkenntnistheoretischen Argumenten zusammen. Will man einem Menschen Überzeugungen zusprechen, so muss man laut Davidson per principle of charity („Prinzip der wohlwollenden Interpretation“) unterstellen, dass die Person überwiegend wahre und rationale Überzeugungen hat. Anders wäre ein Verstehen überhaupt nicht denkbar.
Eine mögliche Lesart von Davidsons Argument sieht nun wie folgt aus: Das principle of charity hat die Konsequenz, dass eine Überzeugungszuschreibung immer im Lichte weiterer Erkenntnisse über das Überzeugungssystem einer Person revidiert werden kann. Angenommen, es gäbe ein striktes Gesetz, dass von einer Überzeugung Ü zu einem physischen Zustand P führt. Wenn man nun im Lichte weiterer Überzeugungszuschreibungen einer Person nicht mehr Ü zuspricht, dann dürfte man ihr auch nicht mehr P zusprechen. Dies sei aber absurd, da Meinungen über physische Zustände nicht prinzipiell revidierbar durch Erkenntnisse über Überzeugungen sein können.

### Das holistische Argument
Davidsons Argumentation für die Anomalität des Mentalen bezieht sich auch auf seine These des Holismus des Mentalen. Diese These besagt, dass man einer Person nicht alleine ein einzelnes mentales Ereignis zusprechen kann, sondern ein mentales Ereignis immer schon andere mentale Ereignisse voraussetzt. Ein Beispiel: Eine Person kann die Überzeugung, dass sie eine Steuerrückzahlung bekommt, nur unter der Voraussetzung haben, dass sie andere Überzeugungen hat. Sie muss etwa wissen, was Geld ist und muss glauben, dass sie ein Konto besitzt, auf das die Rückzahlung überwiesen wird.
Nun argumentiert Davidson wie folgt: Prämisse 1) Mentale Ereignisse können prinzipiell nur unter Voraussetzung anderer mentaler Ereignisse geschehen. Prämisse 2) Neuronale Ereignisse können prinzipiell auch ohne weitere mentale Ereignisse geschehen. Prämisse 3) Wenn Prämisse 1 und Prämisse 2 wahr sind, dann sind mentale und neuronale Ereignisse nicht identisch. Konklusion: Mentale und neuronale Ereignisse sind nicht identisch.

## Perspektive und Kritik
Am anomalen Monismus wird aus verschiedenen Perspektiven Kritik geäußert. Zum einen wird bezweifelt, dass Davidsons Argumentationen für die Anomalität des Mentalen erfolgreich sind. Ein weiterer Kritikpunkt betrifft die Frage, wie eine Tokenidentität ohne Typenidentität überhaupt zu verstehen sei. Wenn die Tokenidentität wahr ist, fällt ein einzelnes physisches Ereignis p1 unter den mentalen Ereignistyp „Blauwahrnehmung“, während ein anderes physisches Ereignis p2 nicht unter diesen Ereignistypen fällt. Nun scheint es aber im anomalen Monismus keine Antwort darauf zu geben, warum dies der Fall ist. Schließlich sollen die physischen Ereignisse, die Blauwahrnehmungen realisieren, keine physische Eigenschaft gemeinsam haben – sonst würden sie ja unter einen gemeinsamen physischen Type fallen. Schließlich bleibt auch im Rahmen des anomalen Monismus das Problem der Qualia ungelöst, also die Frage, wie es sein kann, dass bestimmte neuronale Prozesse mit Erleben verknüpft sind.
All dies hat dazu geführt, dass der anomale Monismus zwar als eine wichtige Position in der Philosophie des Geistes gilt, er jedoch meistens nicht als die Lösung des Leib-Seele-Problems angesehen wird. Zudem ist der anomale Monismus als Position immer sehr eng mit Donald Davidson verbunden geblieben und wurde nur von relativ wenigen Philosophen aufgegriffen und weiterentwickelt. Allerdings bekennt sich etwa der Neurowissenschaftler Gerhard Roth zu einer Position im Sinne Davidsons.